# ケルシー・ロビンソン
ケルシー・マリー・ロビンソン＝クック（Kelsey Marie Robinson-Cook、1992年6月25日 - ）は、アメリカ合衆国の女子バレーボール選手。アメリカ合衆国代表。

## 来歴
ケルシー・ロビンソンのバレーボールのキャリアはSt. Francis高校で開始した。テネシー大学に進学し、NCAA女子バレーボール選手権で活躍。2014年、アメリカ代表に初選出されると、モントルーバレーマスターズで代表デビューした。同年10月の世界選手権で金メダルを獲得した。
2014-15シーズン、中国リーグの北京自動車でプレーした。
2015年、オマハで開催されたFIVBワールドグランプリで金メダルを獲得し、自身もベストアウトサイドヒッター賞を受賞した。同年8-9月のワールドカップで銅メダルを獲得した。
2016年8月に行われたリオデジャネイロオリンピックで銅メダルを獲得した。
2021年7月20日、トヨタ車体クインシーズ公式サイトにて入団が発表された。同チームで1シーズンプレーした。退団後はイモコ・コネリアーノでプレーした。
2022年、2025年に開幕予定のリーグ・ワン・バレーボールとの契約が発表された。ファビアナ・クラウジノとともにアトランタチームの創設メンバーとして発表されている。

## 球歴
- オリンピック - 2016年（銅メダル）、2024年
- 世界選手権 - 2014年、2018年
- ワールドカップ - 2015年、2019年
- ワールドグランプリ - 2014年、2015年、2016年
- ネーションズリーグ- 2018年、2019年
- 北中米選手権 - 2015年、2019年

## 受賞歴
- 2015年 ワールドグランプリ：ベストアウトサイドヒッター賞
- 2017年 2016/17欧州チャンピオンズリーグ：ベストアウトサイドヒッター賞
- 2019年 ワールドカップ：ベストアウトサイドヒッター賞

## 所属クラブ
- テネシー大学（2010-2013年）
- 北京自動車（英語版）（2014-2015年）
- Leonas de Ponce（2015年）
- イモコ・コネリアーノ（2015-2016年）
- 北京自動車（英語版）（2016-2017年）
- イモコ・コネリアーノ（2017年）
- ワクフバンクSK（2017-2019年）
- フェネルバフチェ（2019-2021年）
- トヨタ車体クインシーズ #3（2021-2022年）
- イモコ・コネリアーノ（2022-2024年）
- LOVBアトランタ（2024年-）